# Isle-Aumont

Isle-Aumont este o comună în departamentul Aube din nord-estul Franței. În 1 ianuarie 2022 avea o populație de 490 de locuitori.